# 第80回ニューヨーク映画批評家協会賞
80th NYFCC Awards

2014年12月1日
作品賞: 

6才のボクが、大人になるまで。
第80回ニューヨーク映画批評家協会賞は2014年の映画を対象とした賞で、2014年12月1日に受賞者が発表された。

## 受賞
- 作品賞：
  - 『6才のボクが、大人になるまで。』
- 監督賞：
  - リチャード・リンクレイター - 『6才のボクが、大人になるまで。』
- 主演男優賞 
  - ティモシー・スポール - 『ターナー、光に愛を求めて』
- 主演女優賞：
  - マリオン・コティヤール - 『エヴァの告白』、『サンドラの週末』
- 助演男優賞：
  - J・K・シモンズ - 『セッション』
- 助演女優賞：
  - パトリシア・アークエット - 『6才のボクが、大人になるまで。』
- 脚本賞：
  - ウェス・アンダーソン - 『グランド・ブダペスト・ホテル』
- 撮影賞：
  - ダリウス・コンジ - 『エヴァの告白』
- アニメ映画賞：
  - 『LEGO ムービー』
- 外国語映画賞：
  - 『イーダ』（ ポーランド）
- ノンフィクション映画賞：
  - 『シチズンフォー スノーデンの暴露』
- 第一回作品賞：
  - ジェニファー・ケント - 『ババドック 暗闇の魔物』
- 特別賞：
  - エイドリアン・マンシア